# Krzysztof z Łodygowa
Krzysztof z Łodygowa, Krzysztof de Czelen (Czelyn), herbu Ogończyk – skarbnik (podskarbi) malborski poświadczony w latach 1470–1473, burgrabia nieszawski (dybowski) z lat 1475–1476. 
Przybysz z Polski osiadły na terenie Prus w następstwie wydarzeń wojny trzynastoletniej, związany z rodziną Kościeleckich i starostwem malborskim (z tamtejszymi starostami: Janem Kościeleckim oraz w 1489 ze Zbigniewem Oleśnickim). Najpewniej pochodził z dobrzyńskich Celin i nie wchodził w skład rodziny Działyńskich. Skoligacony przez żonę z Haugwiczami co najmniej od 1471, pisał się z położonego w Prusach Książęcych Łodygowa (które sprzedał w 1485), posiadał też pewne prawa do wsi na Żuławach: Szymankowo oraz Kościeleczki (którą sam lokował w 1471).